# Rybarzowice (Silésie)
Pour l’article homonyme, voir Rybarzowice (Basse-Silésie).
Rybarzowice est une localité polonaise de la gmina de Buczkowice, située dans le powiat de Bielsko-Biała en voïvodie de Silésie.